# 妖魔ヶ刻
『妖魔ヶ刻』（ようまがとき）は、徳間文庫より発刊された、井上雅彦が編集した「時間怪談」の傑作選。2000年8月15日刊行。廣済堂出版の「時間怪談」が書き下ろしに対して、本作は過去に発表された作品を集めたもの。

## 収録作品
- 「制服」安土萌
- 「ねじれた記憶」高橋克彦
- 「フェイマス・スター」井上雅彦
- 「迷宮の森」高橋葉介
- 「骨董屋」皆川博子
- 「骨」小松左京
- 「時の思い」関戸康之
- 「サトウキビの森」池上永一
- 「時の落ち葉」田中文雄
- 「二十三時四十四分」江坂遊
- 「長い夢」伊藤潤二
- 「天蓋」中井英夫
- 「昨日の夏」菊地秀行
- 「老人の予言」笹沢左保

## 備考
- カバーフォト：荒木経惟
- カバーデザイン：辰巳四郎
- 帯アオリ文句
  - 「異形」の新バージョン誕生！恐怖の殿堂へようこそ　頁（ドア）を開けば、ほうら、極上の戦慄と悲鳴……！
  - 徳間書店：ISBN 4198913528